# المراقبة والتقييم البيئي (مجلة)
تُعد مجلة المراقبة والتقييم البيئي (بالإنجليزية: Environmental Monitoring and Assessment)‏ دورية علمية محكمة تصدر أسبوعياً، صدر عددها الأول في عام 1981، وتصدرها دار نشر شبرينغر. ويتولى رئاسة تحرير المجلة جي بي ويرسما من جامعة مين. تغطي المجلة مجالات مراقبة البيئة والتقييم البيئي وتقنيات الرصد والتحليل الإحصائي.

## أهداف المجلة ونطاقها

### تحليل البيانات
تتمحور محور هذه المجلة حول نتائج تحليل البيانات المتعلقة بتقييم ومراقبة المخاطر التي قد تؤثر على البيئة والإنسان. وتجمع التحليلات مع فئات مختلفة من البيانات الصحية. وتتضمن هذه المجلة نشر البيانات التي جمعت من دراسات الأمراض في السكان البشرية (عوامل الخطر والعلاجات) والآثار السمية التي حُصل عليها من تحليل البيانات. وتشمل الموض
وعات التي تغطيها المجلة، الخطوات والعمليات لتقييم المخاطر الناتجة عن التعرض للتلوث.

### مراقبة الأنظمة
تغطي المجلة مراقبة أنظمة البيئة منذ مرحلة التصور والتكوين والتنفيذ والإدارة. وصُممت هذه الأنظمة لجمع البيانات المتعلقة بالأفراد والسكان.

### تغطية موضعية واسعة
بشكل عام، تعد الإدارة البيئية، والبيئة، وعلم السموم البيئية، ومعالجة التلوث مع المراقبة البيئية والتحليل موضوعاتها ذات الصلة.

## الاستخلاص والفهرسة
هذه المجلة مفهرسة في قواعد البيانات التالية:
- أجريكولا (قاعدة بيانات) [الإنجليزية]
- مؤشر الاقتباس العلمي
- المحتويات الحالية /العلوم الزراعية والبيولوجية والبيئية
- سجل علم الحيوان [الإنجليزية]
- قاعدة بيانات (استس) [الإنجليزية]
- خدمة المستخلصات الكيميائية
- سكوبس
- إندكس ميدِيكاس [الإنجليزية]
- مدلاين
- بيمد
- ملخصات (سي آي بي) [الإنجليزية]
- جلوبل هيلث [الإنجليزية]
- (سي آي بي) الدولية [الإنجليزية]
- قاعدة بيانات (جيوبيس) [الإنجليزية]
- كومبنديكس [الإنجليزية]
- الببليوغرافيا الدولية للأدب الدوري [الإنجليزية]
- ملخصات علوم وتكنولوجيا الأغذية [الإنجليزية]

## مقالات ذات صلة
- رصد إشعاعي
- رصد بيئي
- التقييم بيئي استراتيجي
- معهد البيئة والاستدامة [الإنجليزية]